# Futbol'nyj Klub Karpaty
Il Futbol'nyj Klub Karpaty (in ucraino Футбольний Клуб Карпати?) è una società di calcio di Leopoli, in Ucraina.
Tra il suo palmarès, vanta una vittoria in Coppa dell'Unione Sovietica.

## Storia
Il club venne fondato il 18 gennaio 1963 e subito ammesso alla terza divisione del campionato sovietico, fino a quando, nel 1968, venne promosso in prima divisione. L'anno successivo la squadra divenne l'unico club della storia dell'Unione Sovietica a vincere la Coppa dell'Unione Sovietica militando nella seconda serie: il 17 agosto 1969, nella finale contro lo SKA Rostov, la formazione di Leopoli rimontò lo svantaggio iniziale imponendosi alla fine per 2-1.
Tra il 1970 e il 1977, e nuovamente nel 1980, il club partecipò al massimo campionato sovietico, raggiungendo il quarto posto, suo miglior risultato di sempre, nel 1976.
Nel 1981 il club si fuse con l'altra squadra di Leopoli, lo SKA Leopoli: da questa fusione nacque lo SKA Karpaty, che continuò a militare nella seconda serie sovietica, prendendo il posto del Karpaty. Nel 1989 il club ritornò a giocare, stavolta partendo dalla terza serie.
Dopo la dissoluzione dell'Unione Sovietica, il club fu tra i fondatori del campionato ucraino, dove rimase fino al 2004, quando venne retrocesso in Persha Liha (la seconda serie). Durante questi anni il club raggiunse il terzo posto assoluto, come miglior piazzamento, e le finali, entrambe perse contro la Dinamo Kiev, della Coppa d'Ucraina.
Dopo due stagioni, nel 2005, la squadra venne immediatamente promossa, rimanendo in Prem"jer-liha fino alla stagione 2019-2020, quando il club è stato estromesso dal campionato per motivi finanziari, ripartendo dalla terza serie ucraina. Al termine della stagione 2020-2021, culminata nella retrocessione nelle leghe amatoriali, la dirigenza del club ha annunciato lo scioglimento del club..
Nell'estate del 2020, a seguito del fallimento societario del club, è stato fondato un omonimo club, che nell'ottobre dello stesso anno è stato ammesso al Campionato Amatoriale Ucraino. Tale club, dopo aver ottenuto lo status di club professionistico, ha ottenuto dapprima la promozione in Perša Liha, quindi la promozione in massima serie, guidata dall'ex tecnico del Dnipro Myron Markevyč. Nel luglio del 2024, il TAS di Losanna riconosce il club fondato nel 2020 come erede legale dello storico Karpaty.

## Strutture

### Stadio
Lo stadio Arena L'viv di Leopoli, che ospita le partite interne, ha una capacità di 34.915 spettatori. Dal 1963 fino al 2011 il club ha giocato le proprie gare presso lo Stadio Ucraina.

## Organico

### Rosa 2024-2025
| N. |                      | Ruolo | Calciatore         |
| -- | -------------------- | ----- | ------------------ |
| 1  | Ucraina (bandiera)   | P     | Yakiv Kinareykin   |
| 3  | Ucraina (bandiera)   | D     | Volodymyr Adamjuk  |
| 4  | Moldavia (bandiera)  | D     | Vladyslav Babohlo  |
| 5  | Ucraina (bandiera)   | D     | Andrij Buleza      |
| 7  | Ucraina (bandiera)   | C     | Yevhen Pidlepenets |
| 8  | Ucraina (bandiera)   | C     | Ambrosij Čačua     |
| 10 | Brasile (bandiera)   | A     | Igor Neves         |
| 11 | Ucraina (bandiera)   | D     | Denys Mirošničenko |
| 14 | Ucraina (bandiera)   | C     | Illja Kvasnycja    |
| 17 | Ucraina (bandiera)   | C     | Orest Kuzyk        |
| 18 | Ucraina (bandiera)   | C     | Vladyslav Klymenko |
| 20 | Ucraina (bandiera)   | C     | Oleh Očeret'ko     |
| 21 | Argentina (bandiera) | C     | Patricio Tanda     |
| 22 | Ucraina (bandiera)   | D     | Bohdan Veklyak     |
| 23 | Spagna (bandiera)    | A     | Pablo Álvarez      |

| N. |                    | Ruolo | Calciatore             |
| -- | ------------------ | ----- | ---------------------- |
| 26 | Ucraina (bandiera) | C     | Yan Kostenko           |
| 28 | Ucraina (bandiera) | D     | Pavlo Polehen'ko       |
| 31 | Ucraina (bandiera) | P     | Oleksandr Il'juščenkov |
| 33 | Ucraina (bandiera) | C     | Artur Šach             |
| 35 | Ucraina (bandiera) | P     | Oleksandr Kemkin       |
| 37 | Brasile (bandiera) | C     | Bruninho               |
| 43 | Brasile (bandiera) | C     | Stênio                 |
| 44 | Ucraina (bandiera) | C     | Taras Sakiv            |
| 47 | Brasile (bandiera) | D     | Jean Pedroso           |
| 55 | Ucraina (bandiera) | D     | Tymur Stec'kov         |
| 71 | Ucraina (bandiera) | C     | Oleh Fedor             |
| 77 | Ucraina (bandiera) | D     | Oleksij Syč            |
| 95 | Ucraina (bandiera) | A     | Ihor Krasnopir         |
|    | Ucraina (bandiera) | C     | Maksym Čech            |

## Palmarès

### Competizioni nazionali
- Coppa dell'URSS: 1

1969
- Pervaja Liga: 2

1970, 1979
- Vtoraja Liga: 1

1991

### Altri piazzamenti
- Coppa dell'Unione Sovietica:

Finalista: 1972
Semifinalista: 1979
- Campionato ucraino:

Terzo posto: 1997-1998
- Coppa d'Ucraina:

Finalista: 1992-1993, 1998-1999
Semifinalista: 1993-1994, 2005-2006, 2011-2012
- Perša Liha:

Secondo posto: 2005-2006, 2023-2024

## Statistiche

### Statistiche nelle competizioni UEFA
Tabella aggiornata alla fine della stagione 2018-2019.
| Competizione                  | Partecipazioni | G  | V | N | P | RF | RS |
| ----------------------------- | -------------- | -- | - | - | - | -- | -- |
| Coppa delle Coppe             | 1              | 2  | 0 | 1 | 1 | 3  | 4  |
| Coppa UEFA/UEFA Europa League | 3              | 18 | 6 | 6 | 6 | 23 | 26 |